# Fièvre hémorragique vénézuélienne
Virus de Guanarito
La fièvre hémorragique vénézuélienne (VHF) est une zoonose, une maladie humaine identifiée pour la première fois en 1989. La maladie est répandue dans plusieurs zones rurales du centre du Venezuela et est provoquée par le virus de Guanarito (GTOV), un Mammarenavirus appartenant à la famille des Arenaviridae. La souris à queue courte (Zygodontomys brevicauda) est l'hôte principal du GTOV, qui se propage principalement par l'inhalation de gouttelettes d'aérosol provenant de salive, de sécrétions respiratoires, d'urine ou de sang de rongeurs infectés. La transmission de personne à personne est possible, mais rare.

## Histoire
De septembre 1989 à décembre 2006, l'État de Portuguesa a enregistré 618 cas de VHF. Presque tous les cas sont survenus chez des personnes qui ont travaillé ou vécu à Guanarito, où ils ont été infectés. Le taux de létalité était de 23 %.
Parce que le virus est contracté par la diffusion d'aérosol, une inquiétude est née peu après l'apparition des premiers cas en 1989, en raison de la crainte de guerre biologique. Les agents biologiques potentiellement utilisables pour le terrorisme ont été identifiés et classés en 1999 par les Centres pour le contrôle et la prévention des maladies (CDC) dans le cadre de l'initiative du Congrès pour promouvoir les capacités d'intervention par les armes biologiques. Les Arénavirus provoquant des fièvres hémorragiques, avec un virus du genre filovirus, ont été classés dans la catégorie A : ce sont les agents pathogènes dont l'impact potentiel sur la sécurité et la santé publique est le plus élevé.
Un événement notable dans la chronologie de la connaissance scientifique de ce virus a été la disparition inexpliquée d'un flacon du virus au Medical Branch Galveston National Laboratory de l'Université du Texas, annoncé le 24 mars 2013.

## Virus
Les Arénavirus sont des virus enveloppés, à ARN simple brin, à génome bisegmenté avec double polarité positive et négative. Sur la base de leurs propriétés antigéniques, les Mammarenavirus ont été classés en deux grands groupes : les Mammarenavirus de l'Ancien Monde et les Mammarenavirus du Nouveau Monde. Les Mammarenavirus de l'Ancien Monde comprennent le virus de la chorioméningite lymphocytaire et le virus de Lassa. Les Mammarenavirus du nouveaux monde sont répartis en trois classes A, B, et C. Le virus de Guanarito appartient à classe B et est là l'origine de la VHF. Sur l'échelle de niveaux de biosécurité graduée de un à quatre, le niveau quatre est celui qui expose au maximum de risques, les virus provoquant des fièvres hémorragiques ont été classés quatre par le CDC.

## Hôtes

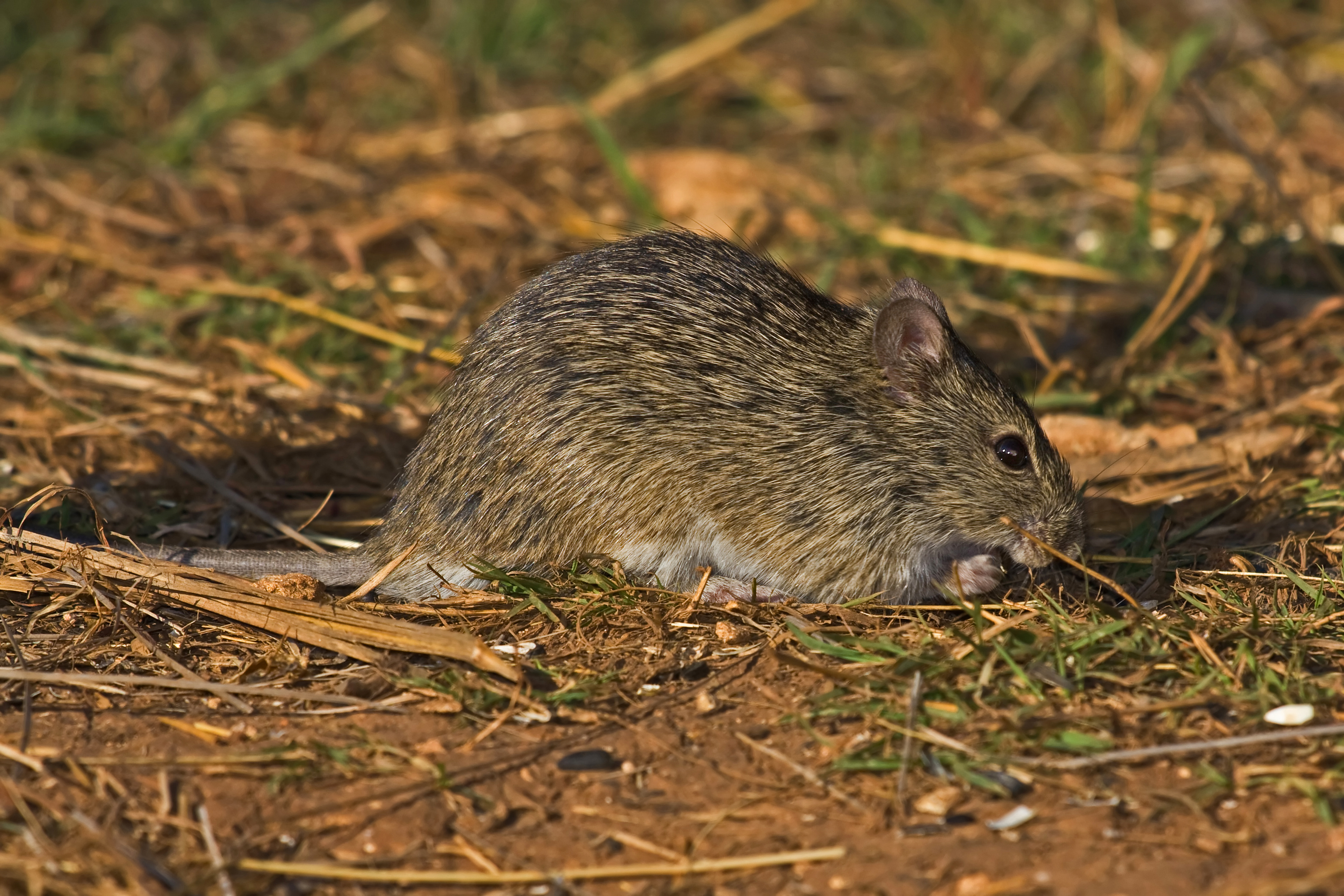
est un autre vecteur du virus de Guanarito.

La souris à queue courte (Zygodontomys brevicauda) est l'hôte principal du GTOV. Originaire de l'ouest du Venezuela, elle pullule dans les hautes herbes, les champs agricoles cultivés, les habitations humaines et leurs dépendances. Il est supposé que les changements démographiques et écologiques dans les zones rurales ont augmenté la fréquence des contacts entre les humains et les rongeurs infectés, ce qui a fait émerger la VHF.

## Manifestations cliniques
La VHF possède beaucoup de similitudes avec la fièvre de Lassa et les fièvres hémorragiques à mammarénavirus qui sévissent en Argentine et en Bolivie. Elle provoque de la fièvre et un malaise suivi par des manifestations hémorragiques et des convulsions. Certaines manifestations du virus sont également caractérisées par des lésions vasculaires, des saignements, de la fièvre, et des hémorragies atteignant plusieurs organes. Le diagnostic clinique de VHF s'avère difficile sur la base de symptômes non spécifiques. La maladie est mortelle dans 30 % des cas et est endémique dans l'État de Portuguesa et celui de Barinas au Venezuela.
Le traitement et la prévention de la VHF sont limités et il n'y a aucun vaccin homologué disponible pour prévenir la maladie. Cependant, une fois l'infection déclarée, la ribavirine, un médicament anti-viral administré par voie intraveineuse, peut être utilisé pour traiter la VHF.